# Antonio Cavallucci

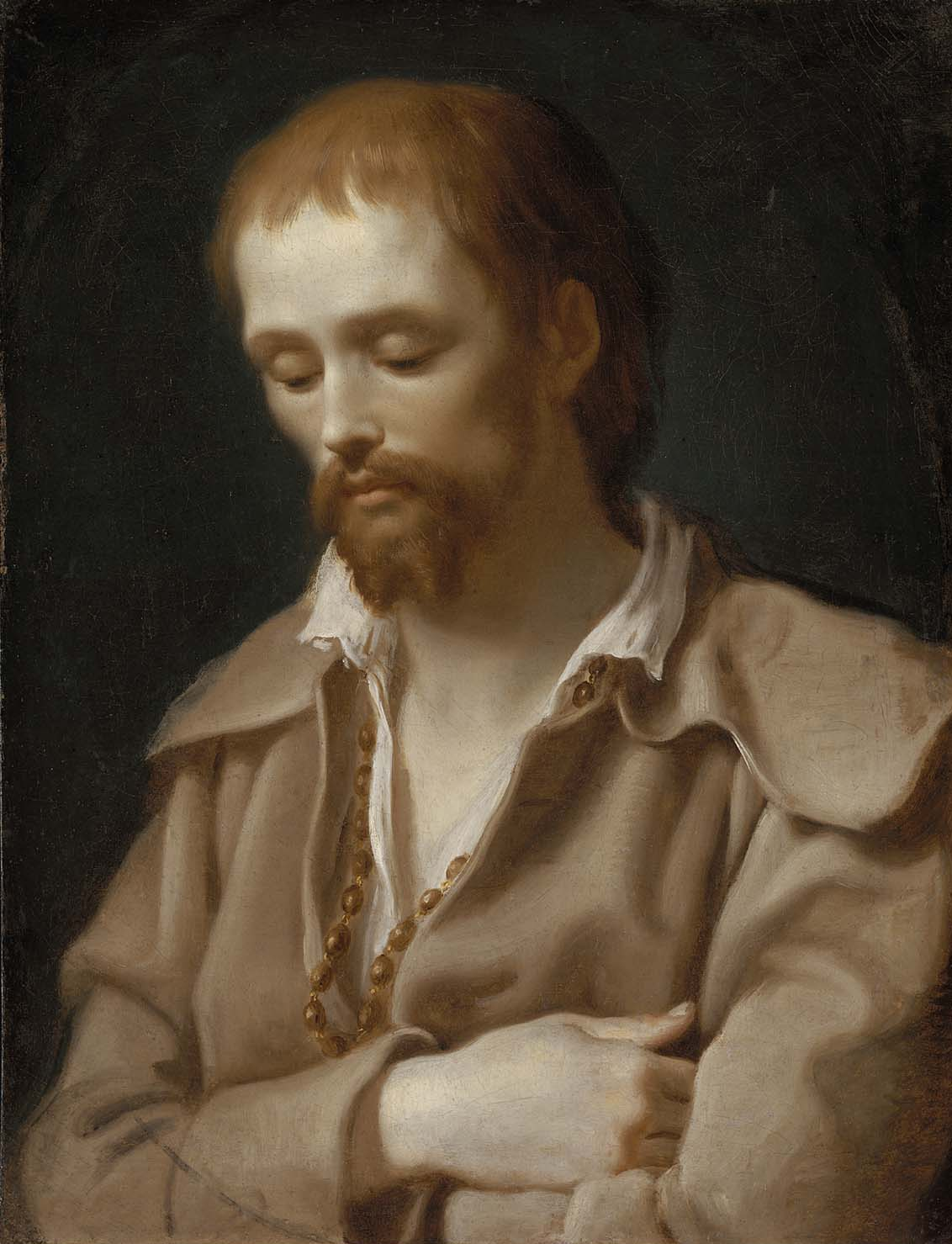
Benito José Labre, por Antonio Cavallucci, 1795, Museum of Fine Arts, Boston.

Antonio Cavallucci (21 de agosto de 1752 - 18 de noviembre de 1795) fue un pintor italiano del siglo XVIII, representante del barroco tardío.

## Biografía
Cavallucci nació en Sermoneta en la provincia Latina en Lazio. Su talento artístico fue reconocido rápidamente por Francesco Caetani, Duque de Sermoneta de 1738 a 1810. En 1765, llevó a Roma a un joven Antonio con sólo 13 años. Se convirtió en estudiante de Stefano Pozzi y, después de tres años del también pintor Gaetano Lapis. De 1769 a 1771, también estudió dibujo en la Accademia di San Luca.
Su primera obra conocida data de mediados de la década de 1760. Se trata de un friso pintado en la Casa Sermoneta Cavallucci. Su primer retrato fue el de su patrón, el duque Francesco Caetani. Este cuadro, ya desaparecido, se conoce gracias a un grabado hecho en 1772 por Pietro Leone Bombelli (1737-1809). En 1776 recibió su primera comisión importante: el diseño de cinco salas de audiencias del palacio Caetani en Roma. Pintó escenas mitológicas y alegóricas que representan el tema específico de cada una de las cinco partes.
Se fue moviendo hacia un neo-clásico, comparable al de Giuseppe Cades y al de Christoph Unterberger, y se sitúa más cerca de los pintores clásicos, del siglo XVI.
A principios de la década de 1780 pintó varios retratos, como los de Francesco Caetani Cortini y Teresa, duquesa de Sermoneta. El origen de la música es probablemente la pintura más importante de la mitad de su carrera. Este cuadro se basa en la Iconología  de Cesare Ripa. Recibió numerosos encargos, a través de su nuevo patrón, el cardenal Romualdo Braschi-Onesti (1753-1817), sobrino del Papa Pío VI. En 1788 pintó el retrato de su nuevo benefactor y el del Papa. Es también el autor de uno de los pocos retratos de san Benito José Labre.
Su reputación creció más y más. Fue incluido en la prestigiosa Accademia di San Luca en 1786, la Academia de los Arcades en 1788, y en la Congregación de los Virtuosos del Panteón el mismo año. 
Trabajó los últimos años de su vida por encargo del cardenal Francisco Javier Zelada en la decoración de la iglesia de San Martino ai Monti, en Roma. Murió en 1795 a la edad de 43 años. Al año siguiente, Giovanni Gherardo de Rossi, poeta y autor de obras teatrales, publicó su biografía.
Fue influenciado por Pompeo Batoni y Anton Raphael Mengs. 
Tommaso Sciacca (1734-1795) y el pintor portugués Domingos Sequeira fueron dos de sus discípulos.

## Obras (selección)
- Abigail ante David (1773), Palazzo Caetani, Roma.
- Héctor y Andromaca ante la puerta Scea (1773), Accademia di San Luca, Roma
- Crucifixión y santos (1773), Galleria Nazionale di Arte Antica, Roma
- Presentación de la Virgen María (1786), Catedral de Spoleto
- La levitación de Thomas de Cori (1786), Museo eucarístico de Hiéron, Paray-le-Monial, France
- Venus y Ascanio, Palazzo Cesaroni, Roma
- Investidura de san Bona (1791), Catedral de Pisa
- Elías y el purgatorio, según la obra de Dante, (1793) San Martino ai Monti, Roma
- San Benito José Labre, (1795), Museo de Bellas Artes de Boston
- Retablo, iglesia de San Nicolas, Catania, Sicilia
- San Francisco anunciando el perdón al pueblo, capilla de San Diego de Alcalá, Basílica de Santa María de los Ángeles, Asís.
- Quo vadis, Tesoro di San Pietro, capilla dei Beneficiati, Basílica de San Pedro del Vaticano.
- Jesús y san Andrés, Tesoro di San Pietro, capilla dei Beneficiati, Basílica de San Pedro del Vaticano.
- Origen de la música, Palazzo Caetani, Roma
- La Virgen con el Niño y ángeles, óleo sobre tela - 50 x 30 cm, Museo del Louvre, París